# Polioptila plumbea
Lo zanzariere tropicale (Polioptila plumbea (J.F.Gmelin, 1788)) è un piccolo uccello canoro della famiglia Polioptilidae, diffuso in gran parte della regione neotropicale.

## Descrizione
Lo zanzariere tropicale adulto è lungo tra i 10 e i 12 cm e pesa tra 6 e 8 g. A colpo d'occhio è simile agli altri zanzarieri; un piccolo uccello con un becco relativamente lungo e stretto, una coda spesso ordinata, dorso grigio e addome bianco. Le penne rettrici centrali sono nere, mentre quelle esterne sono bianche, di conseguenza la coda appare principalmente nera dall'alto e bianca dal basso, e vi è anche una zona bianca nelle ali (causata dalla larga parte finale delle penne remiganti terziarie).
I maschi della specie principale hanno una corona nera che si estende quasi fino sotto gli occhi, mentre è assente nelle femmine, che invece hanno una corona grigia. Alcune femmine hanno una macchia nera irregolare post-oculare. Questo è specialmente visibile nelle femmine della sottospecie 'atricapilla' del nord est del Brasile.
I maschi della sottospecie bilineata sono simili a quelli della specie principale ma il bianco dell'addome si estende visibilmente fin sopra gli occhi, risultando in una corona nera più piccola che, comunque, è spesso connessa con una sottile linea nera che va dalla nuca alla parte posteriore dell'occhio. Le femmine assomigliano ai maschi ma hanno la corona grigia anziché nera ed una macchia nera irregolare nella regione post-oculare (assente in alcune femmine). Siccome in entrambi i sessi il bianco si estende sopra gli occhi essi sembrano avere la faccia bianca, a differenza della specie principale. Da questa caratteristica deriva il nome comune della sottospecie: "zanzariere facciabianca".
Nella sottospecie maior, i maschi sono simili a quelli della specie principale, mentre le femmine assomigliano ai maschi della sottospecie bilineata, tranne per la fronte bianca.
In tutte le sottospecie le forme giovanili assomigliano alle femmine.

## Distribuzione e habitat
La specie principale nella Caatinga nel Brasile del nordest, nel bacino amazzonico, nel nord delle guiane e nel nord del Venezuela e della Colombia (incluse le valli del Magdalena e la Valle del Cauca).
La sottospecie bilineata si trova nel nordovest del Perù attraverso l'ecosistema del Chocó sino all'america centrale, fino al Messico meridionale. La sottospecie maior è invece circoscritta alla valle del Marañón, nel Perù settentrionale.
Sia la specie principale sia la sottospecie bilineata si trovano in un'ampia gamma di habitat boschivi, andando dalle foreste aride e lande (come la Caatinga), sino alle foreste pluviali dell'amazzonia. Si trovano soprattutto nei bassipiani ad altitudini inferiori ai 1000 m, ma la sottospecie maior, che è limitato alla foresta arida ed alla landa, si trova tra i 200 e i 2700 m.

## Stato di conservazione
Generalmente questa specie è comune e diffusa su gran parte del suo areale. Di conseguenza è catalogata come rischio minimo da BirdLife International e dall'IUCN. Nell'amazzonia la popolazione di questa specie è presente in habitat con minore densità boschiva e risulta quindi essere piuttosto localizzata. Potrebbe beneficiare del diradamento degli alberi provocata dalla deforestazione, finché rimane qualche albero isolato. La sottospecie maior è comunque comune, nonostante il suo habitat sia stato fortemente danneggiato e fosse già naturalmente limitato. Altre tre sottospecie con un areale ridotto, cioè la anteocularis della valle del Magdalena, la daguae della valle del Cauca e la cinericia dell'isola di Coiba, potrebbero essere in pericolo.

## Biologia
Nelle foreste pluviali lo si trova ad una altezza compresa tra i 30 e i 45 m, ma è anche possibile trovarlo ad altezze inferiori in aree più aperte.
Lo zanzariere tropicale si nutre di ragni e loro uova, coleotteri, bruchi e altri insetti che trova tra i rami e le foglie. Spostandosi quasi sempre da solo o in coppia, a volte si unisce a stormi di specie miste. Non teme l'uomo.
Il nido è una piccola coppa simile a quella del colibrì, costruito con fibre vegetali e posto solitamente tra i rami a 2-8 metri di altezza. La femmina, tra maggio e giugno, cova due o tre uova bianche con macchie marroni.